# Stubneralm (Bad Gastein)
Die Stubneralm (auch Stubneralpe) ist eine Alm in der Gemeinde Bad Gastein im österreichischen Bundesland Salzburg.

## Lage und Charakteristik
Die Stubneralm liegt an den nördlichen Hängen des Stubnerkogels in der Goldberggruppe. Sie gehört zur Ortschaft Bad Gastein und zur Katastralgemeinde Böckstein. Auf der Alm hat mit dem Haberreitgraben ein linker Nebenbach der Gasteiner Ache seinen Ursprung.
Auf der Stubneralm wird im Sommer Vieh gehalten. Dazu zählen zahlreiche Pferde, insbesondere Noriker. Eine Almhütte steht auf einer Höhe von 1787 m ü. A. Hier wird witterungsabhängig von Mitte Juni bis Ende September eine Jausenstation betrieben. Es werden Produkte aus eigener Erzeugung verkauft. Etwa 50 m westlich der Almhütte liegt ein kleiner naturnaher Tümpel. Außerdem gibt es eine Schihütte auf der Stubneralm. Über das Areal verläuft eine Schipiste. Diese ist im Winter über den Burgstalllift erschlossen, einen 563 Meter langen Schlepplift, der mit einer Fahrgeschwindigkeit von 3,18 Metern in der Sekunde bis zu 1430 Personen in der Stunde befördern kann. Außerdem führt eine Mountainbikestrecke über die Alm. Die Straße zur Alm wird auch als Wanderweg genutzt.

## Geschichte
Im von 1823 bis 1830 erstellten Franziszeischen Kataster sind für die Gegend der Stubneralm der Flurname Stumer Alpe mit einem Gebäude namens Stumer Hütte verzeichnet. Die Sektion Hofgastein des Deutschen und Österreichischen Alpenvereins legte im Sommer 1923 neue Sommer- und Wintermarkierungen auf dem Weg von Hofgastein über die Stubneralm zum Gipfel des Stubnerkogels an. Die Almhütte befand sich ursprünglich am Standort der Schihütte. Sie wurde, nachdem sie verfallen war, abgerissen und 1985 an ihrem heutigen Standort neu erbaut.